# Charles de Pérusse des Cars
Pour les autres membres de la famille, voir Maison de Pérusse des Cars.
Charles de Pérusse des Cars (vers 1536 - 1614), est un prélat français, évêque de Poitiers, puis évêque-duc de Langres.

## Biographie

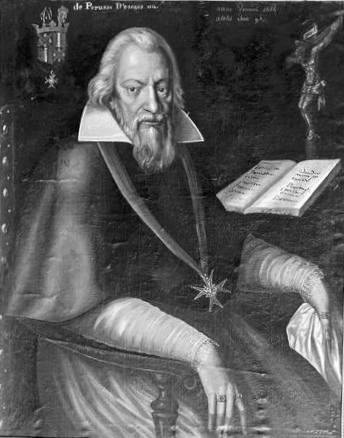
Portrait de Charles des Cars.

Frère de François de Pérusse des Cars et le demi-frère du cardinal Anne de Pérusse des Cars, il fut abbé commendataire de Gaillac, de Fontaine Bèze et de la Creste.
En 1560, il est nommé évêque de Poitiers où il fait son entrée le 24 août 1564, puis évêque-duc de Langres en décembre 1569, ainsi que pair de France. En 1573, il reçut dans Metz les ambassadeurs de Pologne chargés de remettre la couronne du royaume de Pologne au duc d’Anjou, futur Henri III de France.
Il prit part aux états généraux de Blois en 1576 et s'opposa avec succès de l'érection en évêché de la ville de Dijon. Des Cars affecta les revenus du prieuré de Saint-Gengoul au collège de la ville et établie à Dijon les frères mineurs capucins et les Carmes déchaussés.
Il assista au sacre de Louis XIII, après avoir refusé d'assister à celui de Henri IV. Charles des Cars est fait chevalier de l'ordre du Saint-Esprit lors de la première promotion de cet ordre, le 21 décembre 1578. Il mourut, doyen des évêques de France, en 1614 à l'âge de 78 ans dans son abbaye Saint-Pierre de Bèze où il est inhumé.

## Sources
- Jean-Baptiste-Joseph Mathieu, Abrégé chronologique de l'histoire des Évêques de Langres, Laurent & Fils, Langres, 1844, p. 202-209.
- Abbé Hugues Du Tems, Le clergé de France, ou tableau historique et chronologique des archevêques, évêques, abbés, abbesses et chefs des chapitres principaux du royaume, depuis la fondation des églises jusqu'à nos jours, 1775
- Clément Plomteux, Henri Agasse, Encyclopédie méthodique: Histoire ..., 1804